# Portretten van Maria Bex en Joannes Cuypers
De Portretten van Maria Bex en Joannes Cuypers zijn twee pendant-schilderijen door Pierre Jean van de Laar in het Cuypershuis in Roermond.

## Voorstelling
Het stelt Maria Bex (1781-1874) en Joannes Cuypers (1769-1858) voor, de ouders van architect Pierre Cuypers. Het echtpaar Cuypers-Bex woonde en werkte aan de Hamstraat in Roermond, waar hij actief was als decoratieschilder en zij als borduur- en kantwerkster. Volgens de gemeente Roermond worden de portretten vermeld in een ‘oud stamregister’ als kopeën naar oudere (verloren gegane?) originelen.

## Toeschrijving
De portretten worden toegeschreven aan Pierre Jean van de Laar, die als schilder werkte voor de kunstwerkplaatsen Cuypers & Co.

## Herkomst
De portretten zijn in 1930 geschilderd vermoedelijk in opdracht van Pierre Cuypers' zoon, Joseph Cuypers, voor het op te richten Gemeentelijk Museum Hendrik Luyten-Dr. Cuypers, het tegenwoordige Cuypershuis, in Roermond. Dit museum werd in augustus 1932 geopend.